# Kościół Matki Bożej Szkaplerznej w Orzyszu
Kościół Matki Bożej Szkaplerznej – rzymskokatolicki kościół parafialny należący do dekanatu Orzysz – św. Jana Pawła II, w diecezji ełckiej. Jeden z zabytków miasta.

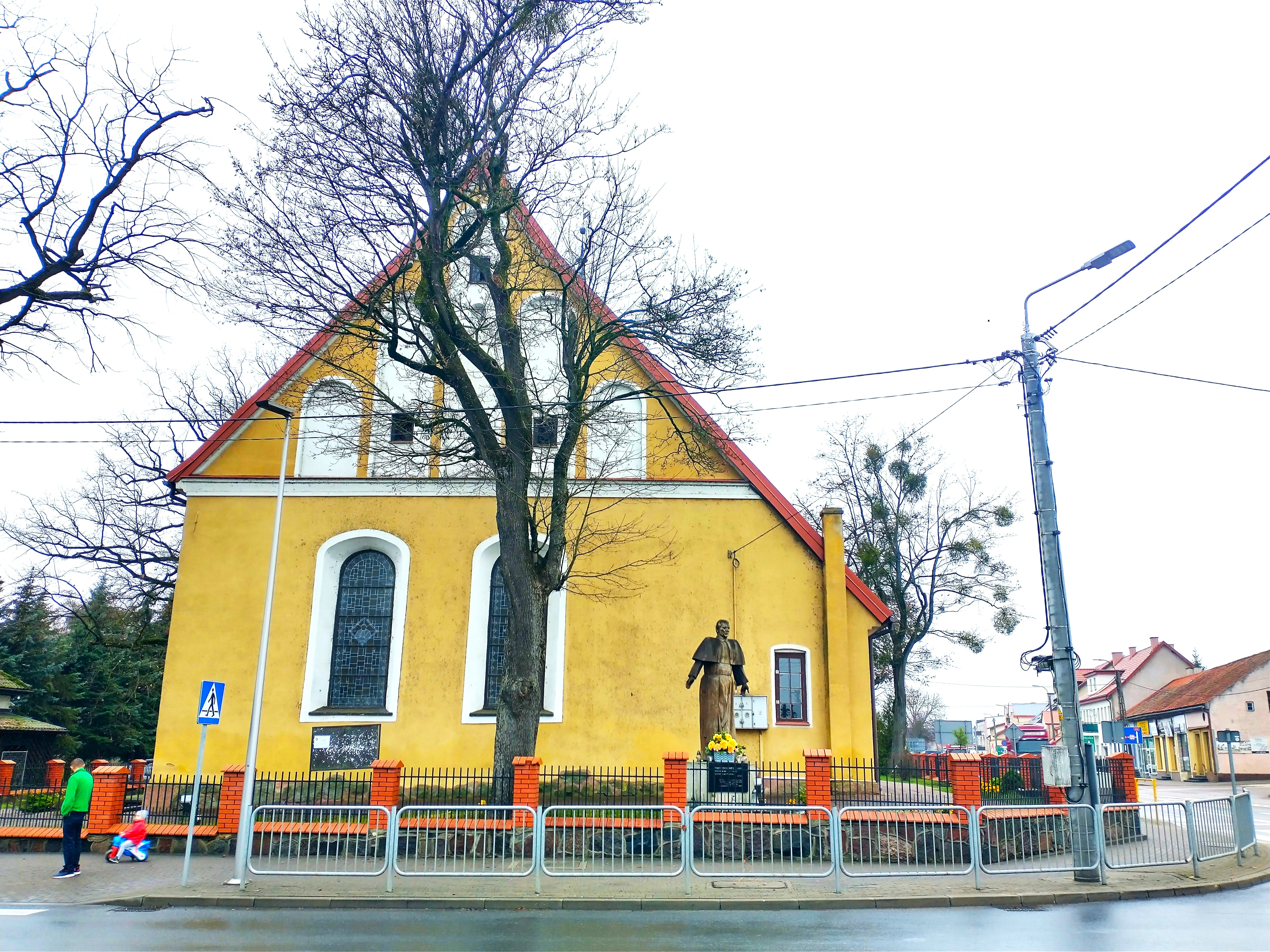
Ściana szczytowa

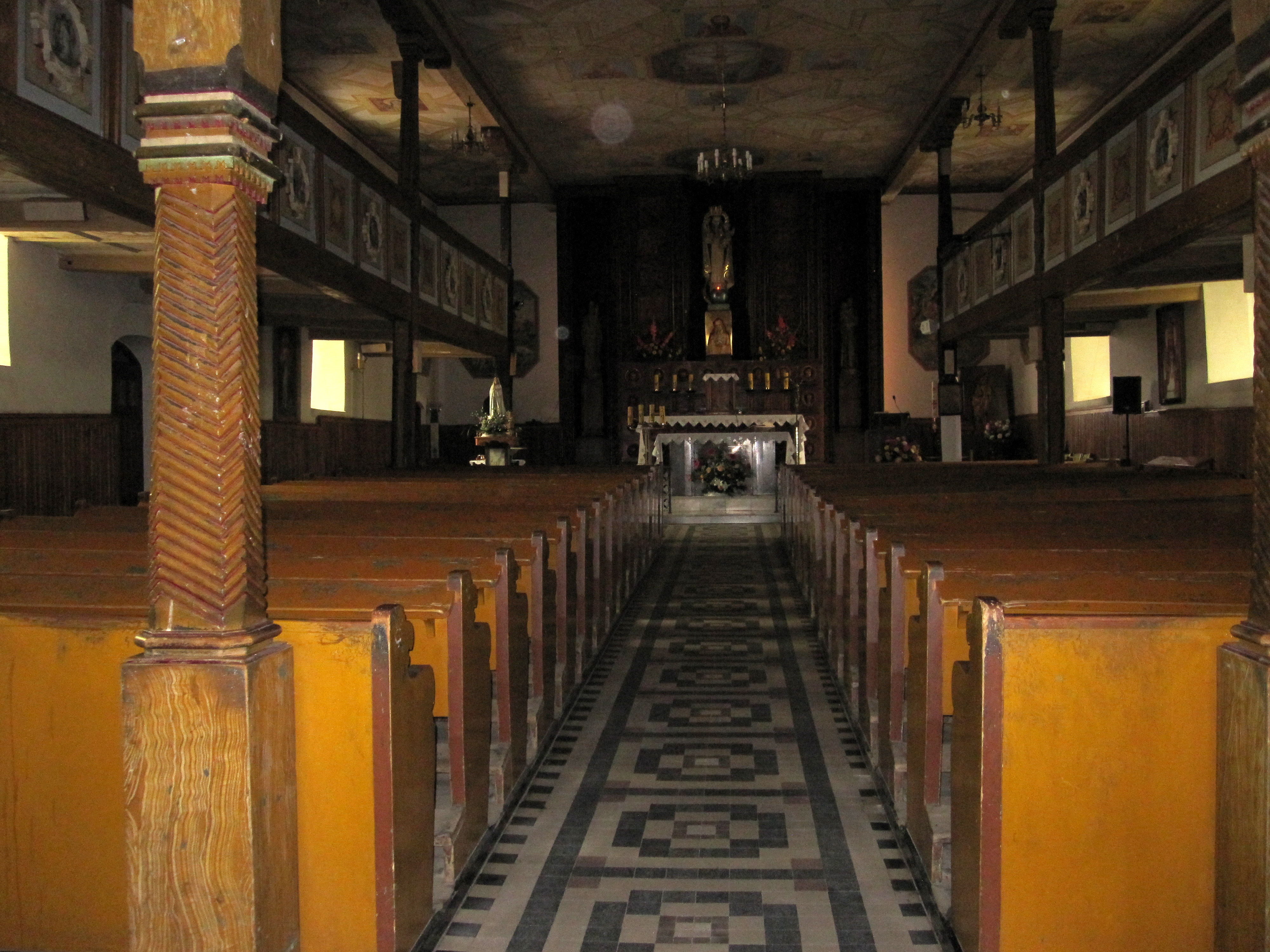
Wnętrze kościoła

Jest to świątynia poewangelicka. Została wzniesiona w 1530 roku. Jest to budowla murowana, wybudowana z cegły na zaprawie wapiennej. Jest ustawiona na kamiennym fundamencie. Wzniesiono ją na planie prostokąta, od północy przylega zakrystia i kruchta, a od zachodu jest dostawiona wieża z dzwonem z 1603. Elewacja wschodnia posiada dwa, centralnie umieszczone wysokie okna zamknięte łukiem pełnym. Te są umieszczone w płycinach zamkniętych odcinkowo. Na skraju elewacji znajduje się niewielkie okienko należące do zakrystii zamknięte odcinkowo. Elewacja jest zakończona trójkątnym szczytem z pięcioma uskokowymi, otynkowanymi na biało płycinami zamkniętymi łukiem pełnym. W trzech centralnych płycinach znajdują się niewielkie prostokątne okienka. Elewacja południowa posiada cztery osie. Okna są ułożone podobnie jak otwory w elewacji wschodniej. Elewacja zachodnia posiada dostawioną wieżę o trzech kondygnacjach. W pierwszej kondygnacji, z przodu, znajdują się drzwi umieszczone w portalu uskokowym. Kondygnacje są oddzielone od siebie daszkiem okapowym. Druga kondygnacja posiada parę płycin zamkniętych arkadkami ostrołukowymi. Na elewacjach bocznych, w jednej płycinie mieści się okienko. Druga kondygnacja od trzeciej jest oddzielona kordonowym gzymsem. Na ostatniej kondygnacji znajduje się para płycin zamkniętych łukiem pełnym. W każdej znajduje się wysoko umieszczony otwór dzwonniczy zamknięty łukiem pełnym. Wieża jest zamknięta gzymsem wieńczącym. Poza wieżą, z jej lewej i prawej strony znajduje się niewielkie, wysoko umieszczone okienko. Elewacja północna posiada trzy okna, tak jak w elewacji wschodniej i południowej. W narożniku elewacji północnej i zachodniej znajdują się drzwi zamknięte łukiem pełnym. Do elewacji przylega kruchta. Ta posiada z przodu boniowane naroża. Drzwi są zamknięte łukiem półpełnym z boniowaniem z lewej i prawej strony, a w zwieńczeniu z łukiem podpierającym. Dodatkowo są zaakcentowane zwężającymi się kolumnami. Na elewacjach bocznych znajduje się niewielkie okienko. Zakrystia posiada drzwi zamknięte łukiem półpełnym oraz niewielkie okienka. Świątynia nakryta jest dachem dwuspadowym z połaciami pulpitowymi, wydłużonymi nad kruchtę i zakrystię. Wieża posiada dach namiotowy zwieńczony krzyżem.